# Претор (село)
 Тази статия е за селото в Северна Македония.  За римската магистратура вижте претор.  
Претор (на македонска литературна норма: Претор) е село в община Ресен, Северна Македония.

## География
Селото е разположено в областта Долна Преспа на брега на Песпанското езеро, в подножието на планината Баба. Площта на землището на селото е 
3,9 км².

## История
Църквата в селото „Свети Сава“ е от XIV век. В XV век в Притор са отбелязани поименно 90 глави на домакинства. Селото се споменава в османски дефтер от 1530 година под името Притор, хас на падишаха, със 75 ханета гяури, 23 ергени гяури и 8 вдовици гяурки.
В XIX век Претор е чисто българско село в Битолска кааза, нахия Долна Преспа на Османската империя. В „Етнография на вилаетите Адрианопол, Монастир и Салоника“, издадена в Константинопол в 1878 година и отразяваща статистиката на населението от 1873 година, Претор (Prétor) е посочено като село в каза Ресен с 18 домакинства и 50 жители българи. Според статистиката на Васил Кънчов („Македония. Етнография и статистика“) от 1900 година Преторче има 138 жители, всички българи християни.
На Етнографската карта на Битолския вилает на Картографския институт в София от 1901 година Претор е чисто българско село в Битолската каза на Битолския санджак с 32 къщи.
В началото на XX век жителите на селото са под върховенството на Българската екзархия. По данни на секретаря на екзархията Димитър Мишев („La Macédoine et sa Population Chrétienne“) през 1905 година в Претор има 184 българи екзархисти и работи българско училище. В околността на селото се намират старите църкви „Св. Тодор“, „Св. Атанас“, „Св. Неделя“ и „Св. Петка“.
По време на Илинденското въстание селото е нападнато от турски аскер и башибозук. Убити са Кале Ставрев, Яне Стефанов, Темелко Божинов, Иван Янков, Трайче Милош и Депа Андонова. Според официални османски данни по време на въстанието в селото изгаря 1 българска къща.
По време на Първата световна война Претор е включено в Подмочанска община и има 130 жители.
В 1923 година западно от селото е изградена гробищната църква „Свети Архангел“, която е без живопис. Малката църква „Свети Атанасий“ е изградена на старо култово място в самото село.
В началото на Втората световна война учител в местното начално училище е Трайко Кралевич, определен от неговия ученик Панде Ефтимов като „сърбизиран българин от Куманово“. След разгрома на Югославия селото е включено в италианската окупационна зона и учениците са обучавани от италианеца Гарибалди. След капитулацията на Италия през септември 1943 година училището остава без учител, поради което жителите на селото се обръщат с молба към българските военни власти да им изпратят учител. В училището започва да преподава войникът Иван Николов от Варна.
Според преброяването от 2002 година селото има 142 жители.
| Националност     | Всичко |
| северномакедонци | 138    |
| албанци          | 0      |
| турци            | 0      |
| цигани           | 0      |
| власи            | 0      |
| сърби            | 3      |
| бошняци          | 0      |
| други            | 1      |

## Личности
Родени в Претор
- Панде Ефтимов (1932 – 2017), поет и журналист от Северна Македония с българско национално съзнание
- Панде Суджов (1882 – 1927), български революционер, околийски войвода на ВМРО, кмет на селото